# Noce (Palermo)
La Noce è il settimo quartiere di Palermo.
Il quartiere è compreso nella V Circoscrizione.

## Geografia fisica
Il quartiere sorge nella zona centrale della città, sebbene la scarsa integrazione col contesto cittadino lo qualifichi come una zona di periferia rispetto al centro urbano. 
Confina:
- a nord con il quartiere Malaspina-Palagonia;
- ad ovest con il quartiere Uditore-Passo di Rigano;
- a sud con i quartieri Altarello e Zisa;
- ad est con il quartiere Politeama.

## Storia
In origine, l'area attualmente edificata faceva parte del giardino del Geonard, riserva di caccia estiva dei sovrani che risiedevano nel castello della Zisa. La rigogliosità del terreno e la ricchezza di piante di ogni specie fu preservata anche dopo l'inizio dell'edificazione extra moenia in questa zona, nonostante la vicinanza con il centro storico di Palermo. 

La prima architettura nel territorio dell'odierno quartiere risulta essere il "baglio dei Crociferi", complesso agricolo residenziale costruito nei primi anni del Seicento e posseduto dall'Ordine dei Chierici regolari Ministri degli Infermi (detti padri Crociferi) che avevano la loro Casa Professa presso la Chiesa di Santa Ninfa dei Crociferi, in via Maqueda, presso i Quattro Canti di Palermo. Si trattava di un tipico baglio padronale, chiuso da alte mura e accessibile attraverso un portale, tuttora esistente, decorato con grosse bugne rilevate. Negli anni Sessanta del Novecento, il cortile fu aperto sul lato nord ed è attualmente attraversato dalla via Tommaso Aversa.

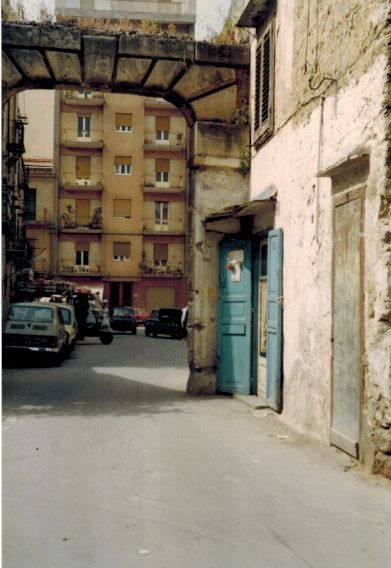
Baglio Crociferi 1979 arco d'ingresso fronte
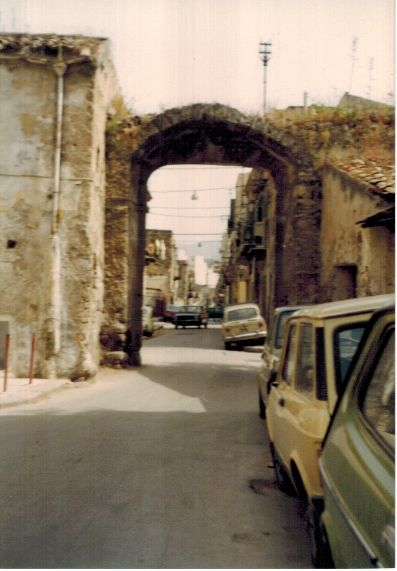
Baglio Crociferi 1979 arco d'ingresso lato interno
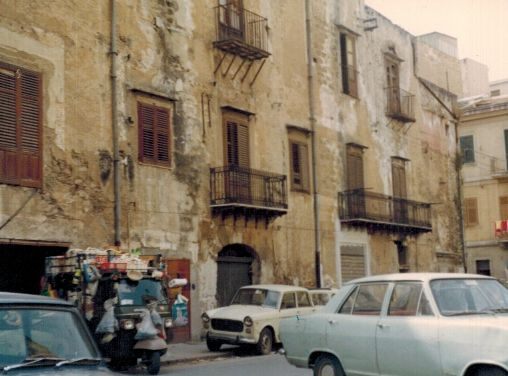
Baglio Crociferi 1979 la residenza dei Padri Crociferi con cappella alla destra del prospetto
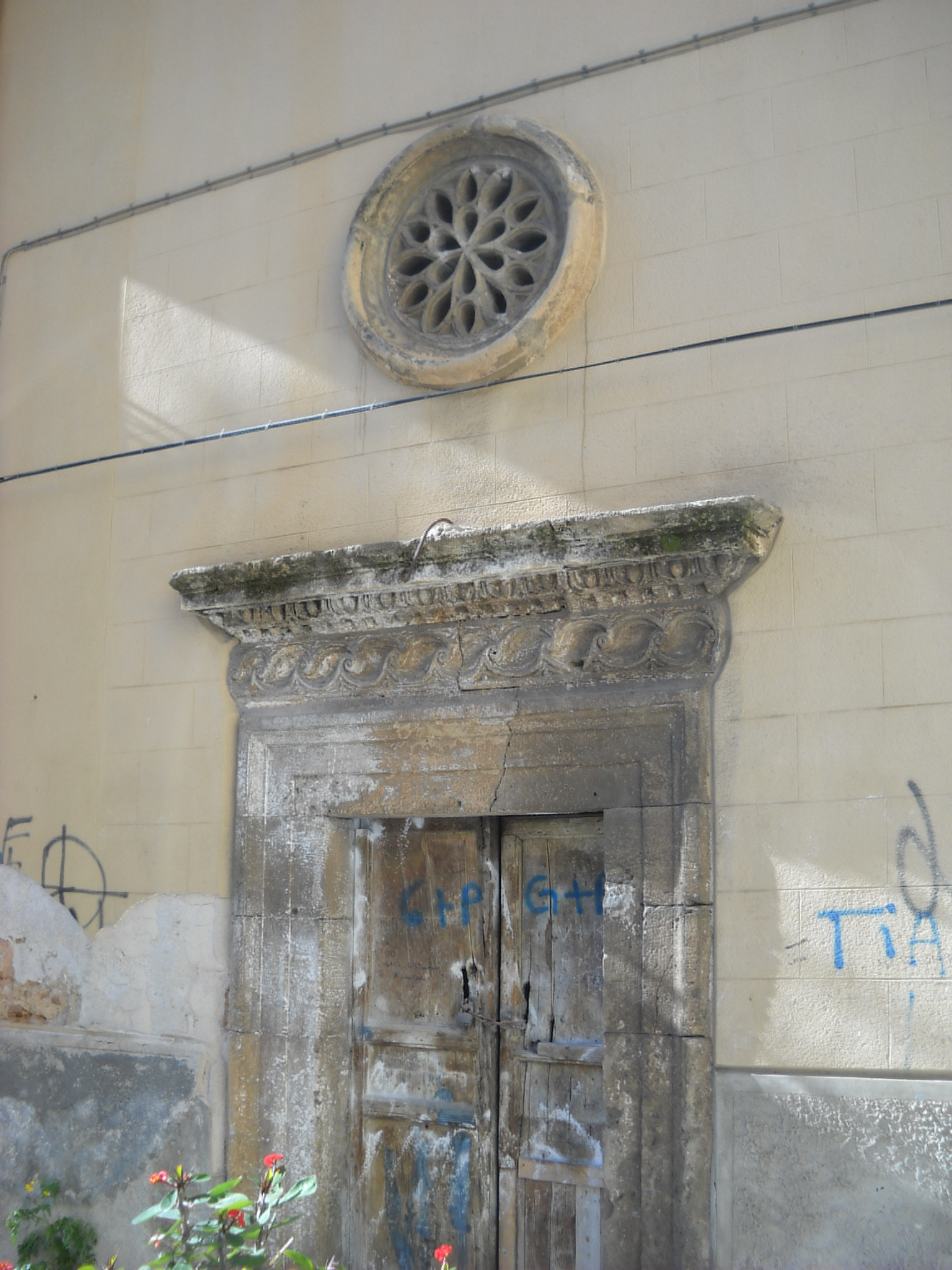
Baglio Crociferi la Cappella dei Padri Crociferi
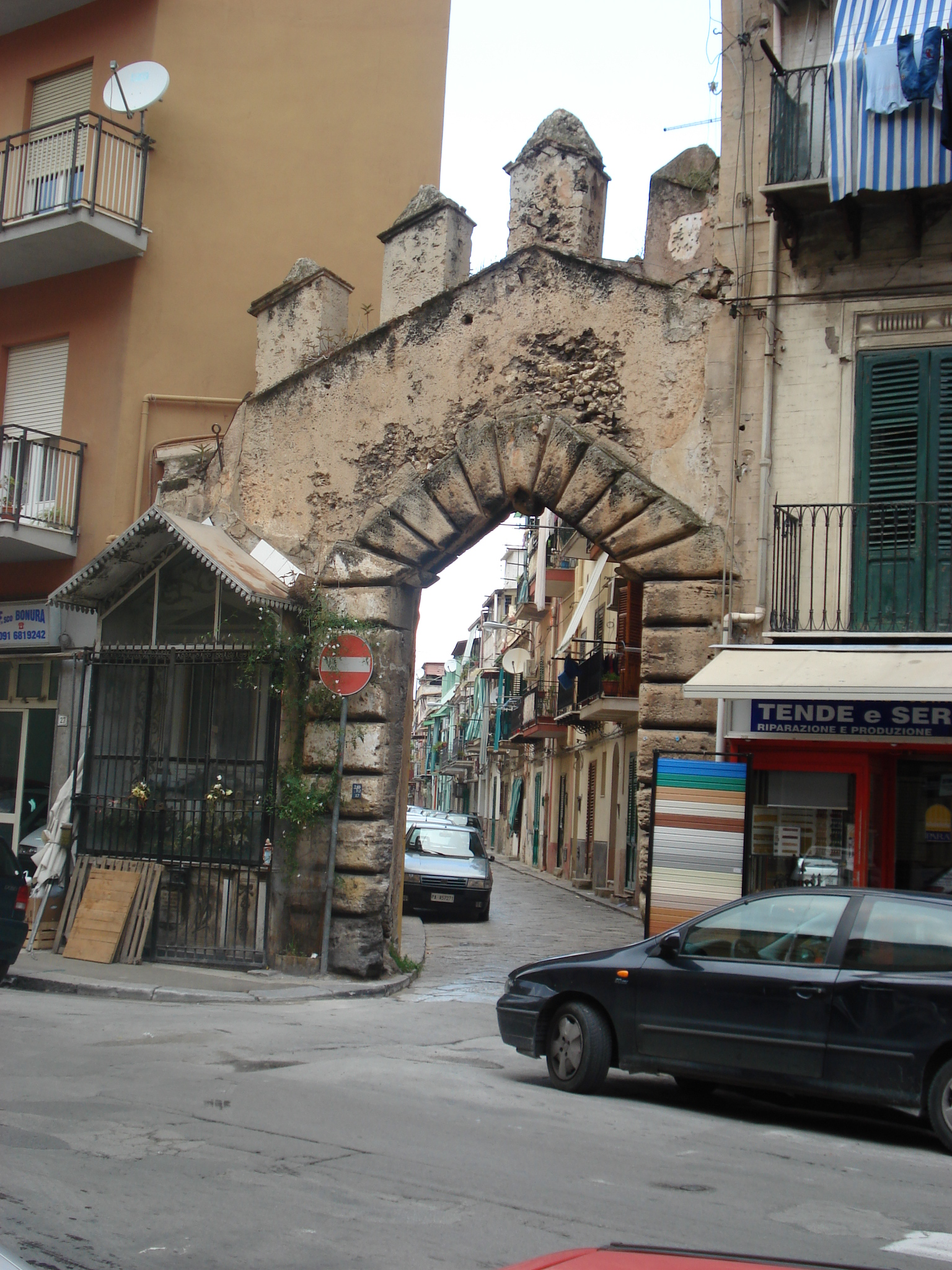
Porta ad arco di via dei Crociferi che si immette in via Noce

Lo sviluppo edilizio nell'area ha inizio a metà dell'Ottocento mantenendo tuttavia un carattere rurale, tanto da essere catalogata come zona suburbana dal comune nella suddivisione della città del 1860. Verso la fine del secolo le dimensioni del parco vengono ridotte in favore di nuove costruzioni e l'area inizia ad essere considerata a tutti gli effetti una zona urbana.
Nella seconda metà del Novecento il quartiere ha subito gli effetti dell'edificazione selvaggia attuata nella città durante il sacco di Palermo: ciò ha portato un enorme incremento della superficie edificata a discapito del giardino preesistente. Oggi, la Noce è uno dei quartieri palermitani a più alta densità abitativa, nonostante le costruzioni non raggiungano grandi altezze.

## Descrizione
Il quartiere è attualmente contraddistinto da una grossa discontinuità edilizia, da un lato è limitato dalla Circonvallazione, che ne ha spaccato l'originale conformazione, dall'altro lato è chiuso dal quartiere della Zisa, mentre, verso Nord è chiuso dal quartiere Malaspina-Palagonia. All'interno del quartiere è ancora possibile trovare numerose ville sette-ottocentesche, incastonate tra strette vie e palazzi di più recente costruzione. Quale elenco non esaustivo: il Villino Guarnaschelli in stile neogotico; Villa Di Salvo Sardofontana, di Riela in stile classico tardo ottocentesco; la Villa Belmonte Ventimiglia alla Noce del secolo XVIII, opera di G.B. La Licata (più noto come fra' Felice da Palermo) che ricalca lo stile della omonima villa all'Acquasanta dello stesso proprietario; Casa Arcuri Di Marco neogotica del 1880; Casa Di Giorgi dei primi del '900 con modanature classiche, già sede del Collegio di studi filosofici e teologici dei Frati Minori conventuali, è sede ora del Commissariato di Polizia "Zisa"; la palazzina Naselli Flores del 1858 ora è inclusa nel complesso dell'Istituto S. Vincenzo de Paoli.

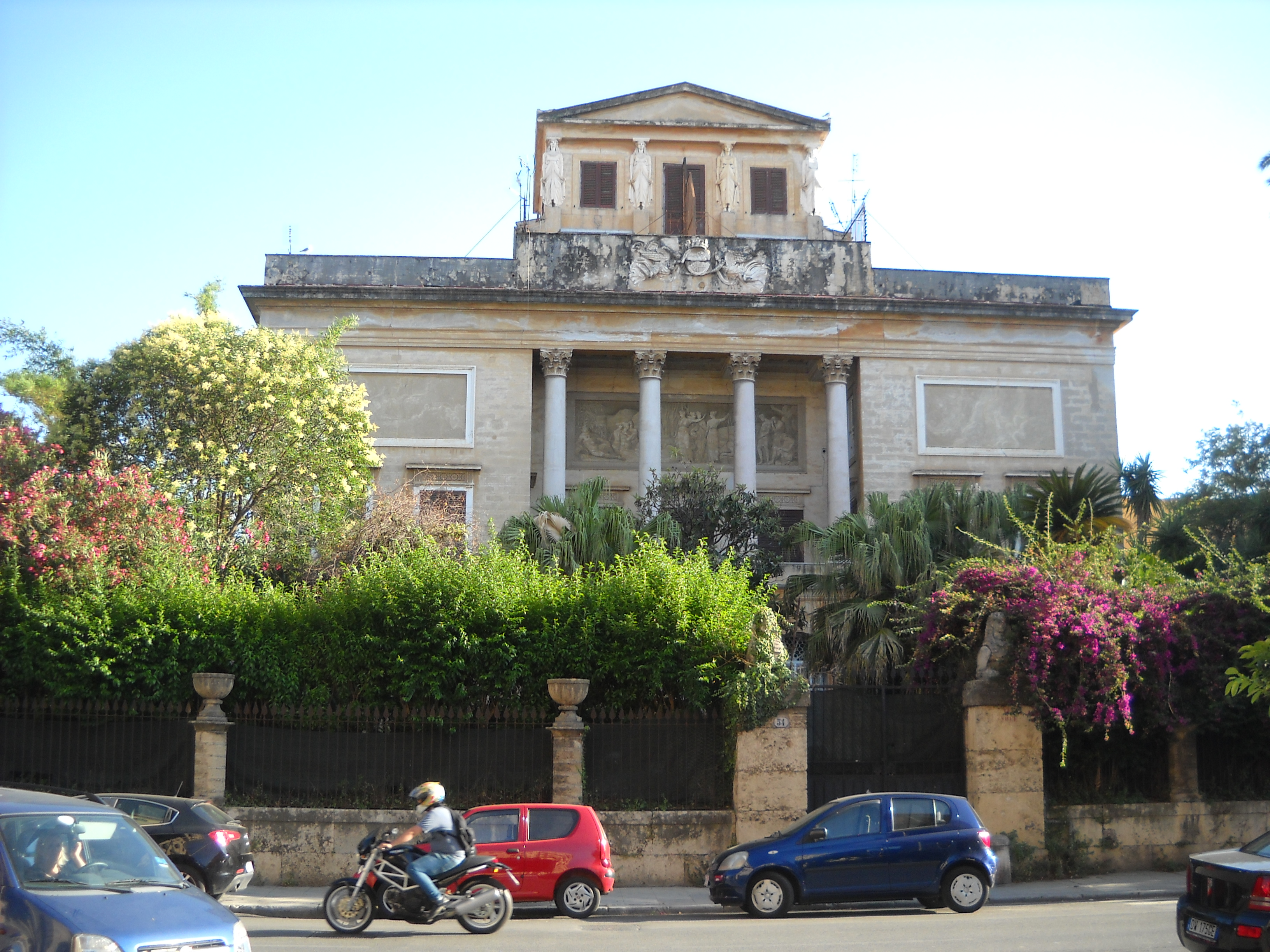
Villa Belmonte Ventimiglia prospetto sulla via Noce al n° civico 54 in Palermo

Un importante e bella villa d'epoca in stile liberty, Casa Maurigi Zagarella edificato nel secolo XIX dal marchese Maurigi di Castelmaurigi si trova in via Noce nelle immediate vicinanze della piazza principale. Presso il quartiere ha sede il Centro Diaconale La Noce dell'Istituto Valdese di Palermo. Fulcro del quartiere è la piazza, che si trova al centro di esso, chiamata appunto piazza Noce. L'antico parco è ormai completamente scomparso per fare posto ad abitazioni di carattere economico, solo recentemente è stata ripristinata una parte del parco, chiamato Giardino della Zisa. L'economia è basata principalmente sul commercio con la presenza di moltissime attività commerciali. Inoltre è una zona strategica essendo vicina al centro storico e allo stesso tempo alla Circonvallazione e quindi alle autostrade, verso Catania e verso Trapani.